# Georges Lacombe (Künstler)

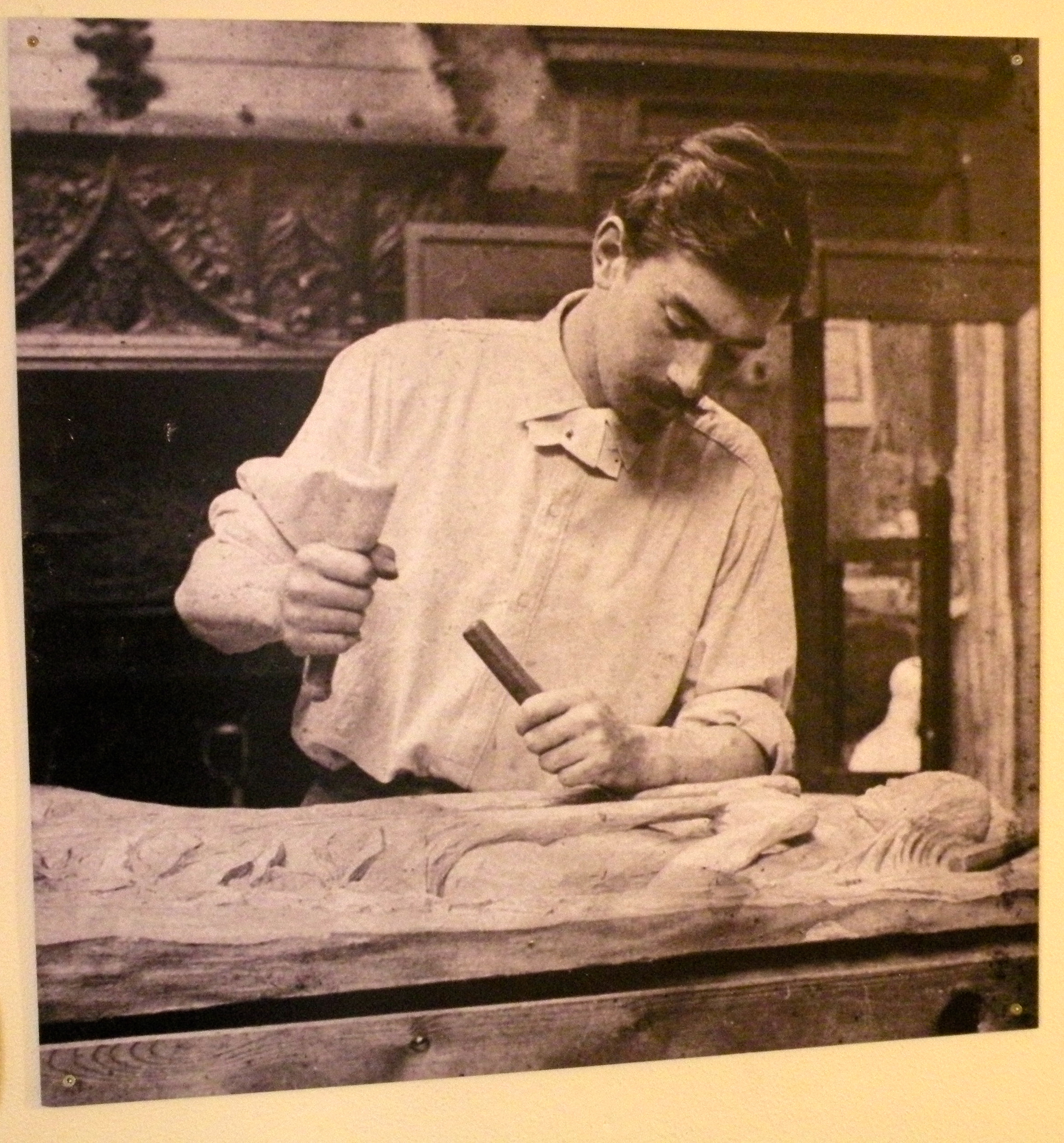
Georges Lacombe in Versailles, um 1893

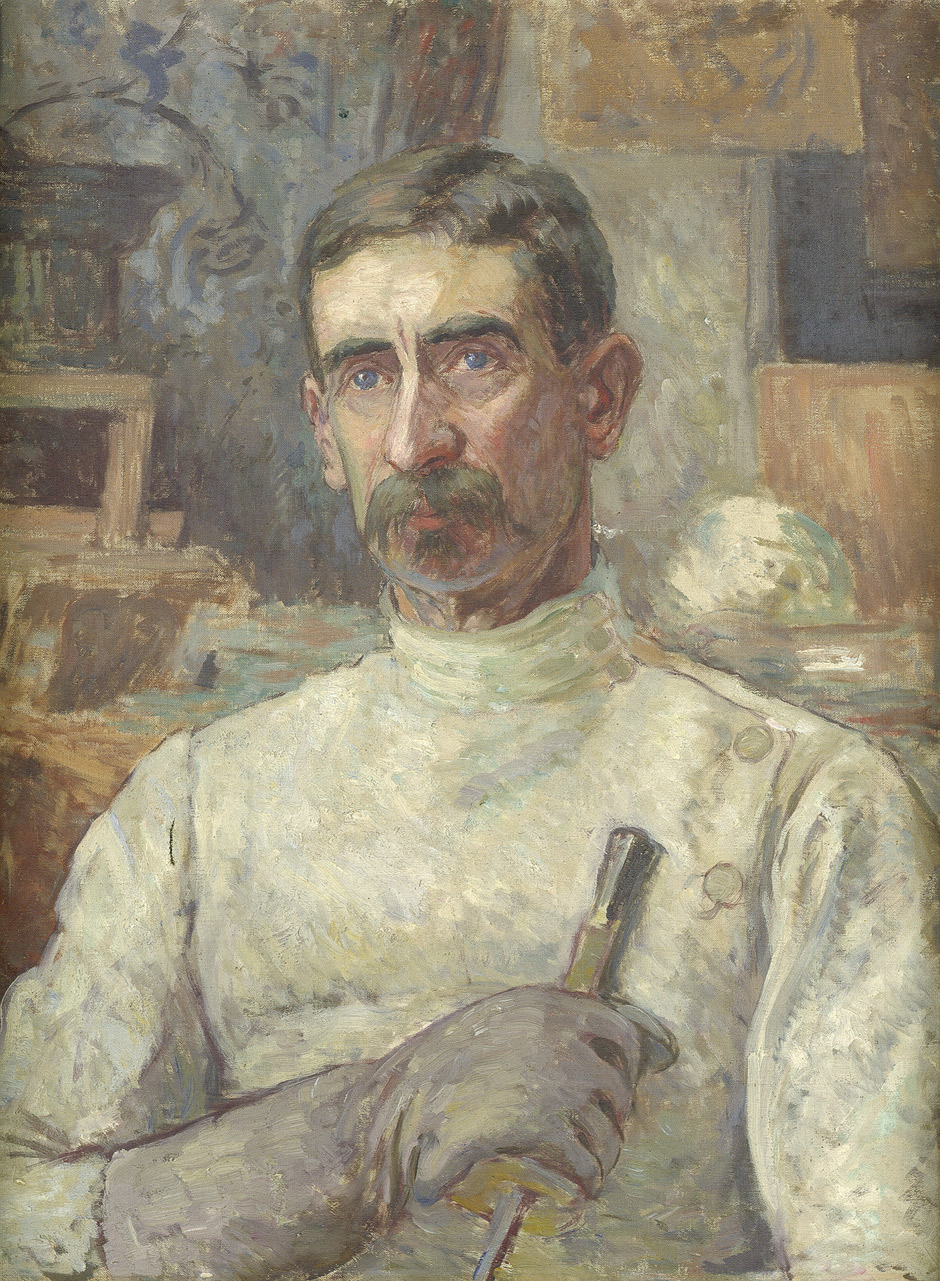
Porträt Georges Lacombe von unbekanntem Künstler, um 1910

Georges Lacombe (* 18. Juni 1868 in Versailles, Frankreich; † 29. Juni 1916 in Alençon, Orne) war ein französischer Maler und Bildhauer sowie Mitglied der Künstlergruppe Nabis.

## Leben und Werk
Georges Lacombe wurde im Jahr 1868 als Sohn gut situierter und kunstinteressierter Eltern – seine Mutter war die Malerin Laure Bonamour Lacombe (1834–1924) – in Versailles geboren. Er erhielt eine künstlerische Ausbildung an der Pariser Académie Julian, seine Lehrer waren die Impressionisten Alfred Philippe Roll und Henri Gervex. Nachdem er sich 1892 der Künstlergruppe der Nabis angeschlossen hatte, lernte er unter anderem Émile Bernard und Paul Sérusier kennen. Ein Jahr später traf er Paul Gauguin, dessen Holzschnitzereien ihn dazu anregeten, ebenfalls mit Holz plastisch zu arbeiten, was in dieser Zeit in der französischen Kunst nicht üblich war. Er wurde „Le Nabi sculpteur“, „Der Bildhauer Nabis“' genannt, und viele Quellen nehmen ihn nur als Bildhauer wahr. Lacombes Werk weist symbolistische Merkmale auf.
Wie viele Künstler dieser Zeit verbrachte er die Sommermonate (von 1888 bis 1897) in der Bretagne. Er malte und schnitzte jedoch lieber in Camaret-sur-Mer, als in Pont Aven, das Gauguin für sich entdeckt hatte.
Georges Lacombe starb am 29. Juni 1916 in Alençon an Tuberkulose.

## Galerie

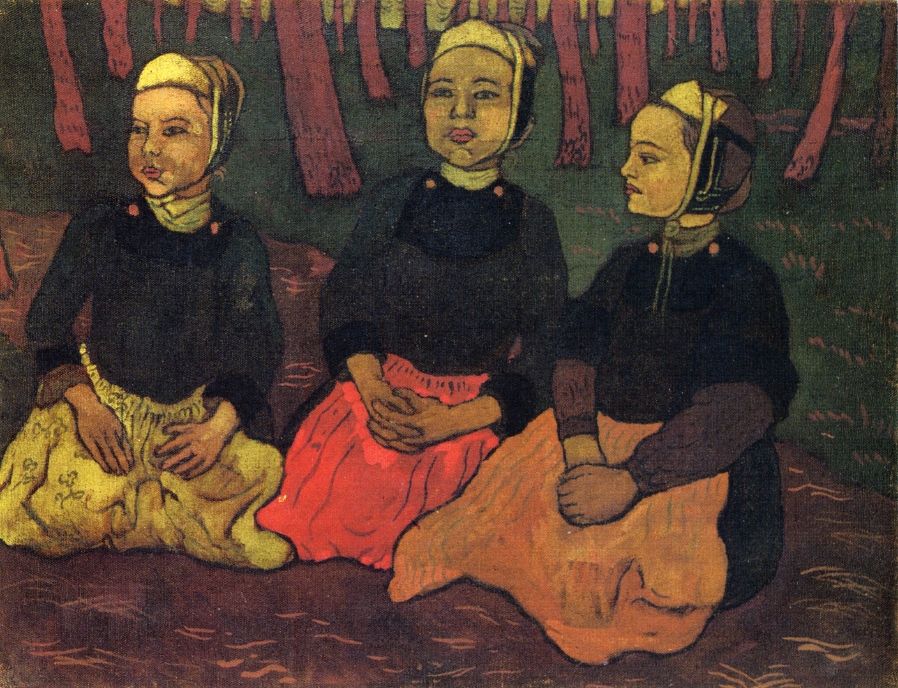
Trois femmes bretonnes dans la forêt (um 1890)
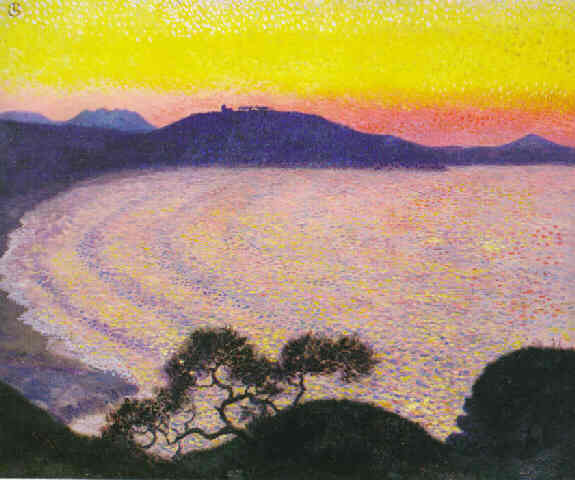
La baie, 1892
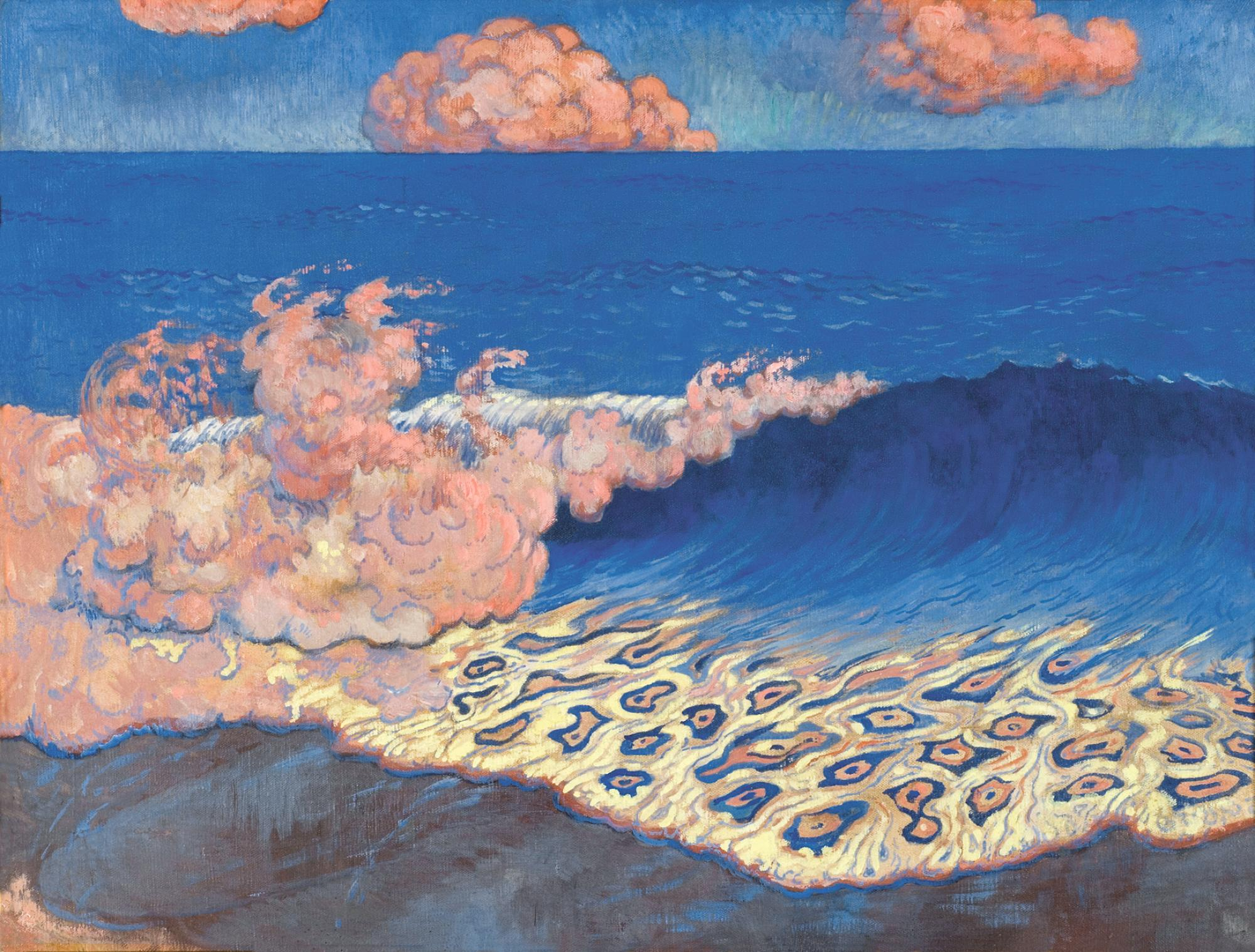
Marine bleue, Effet de vagues, 1893
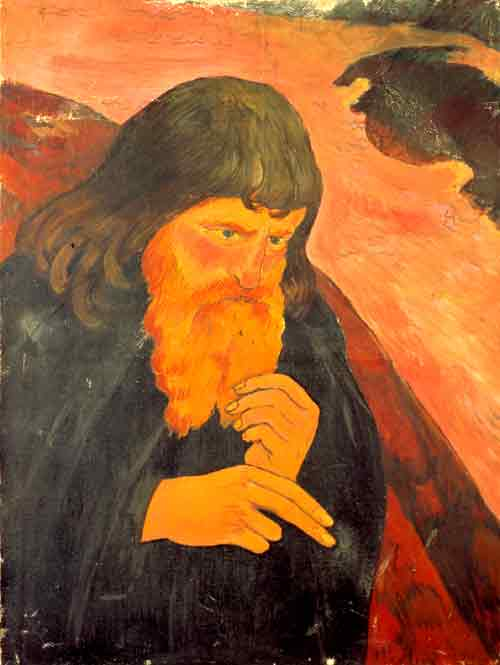
Le nabi à la barbe rutilante (Bildnis Paul Sérusier), 1894
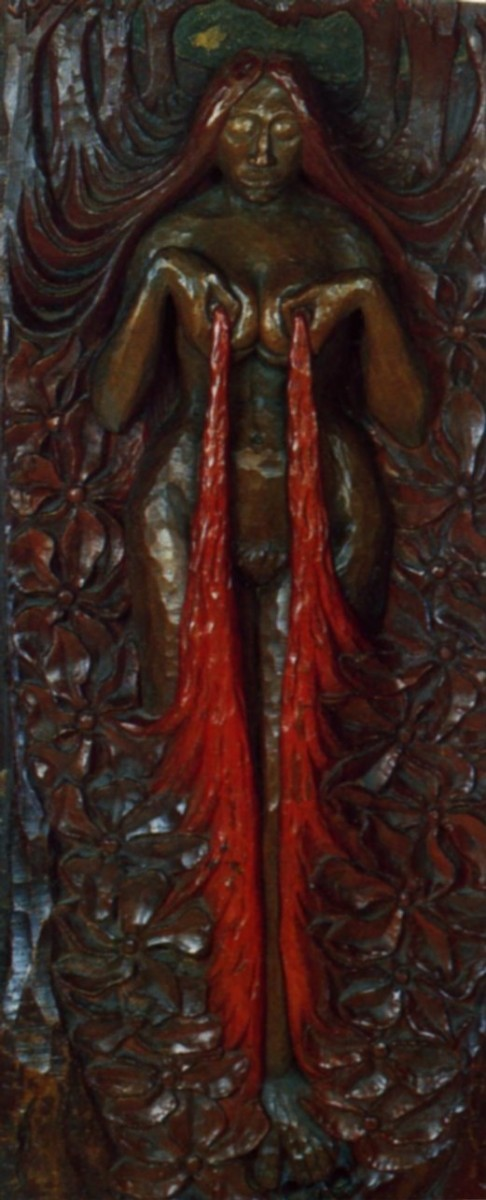
Isis, 1895
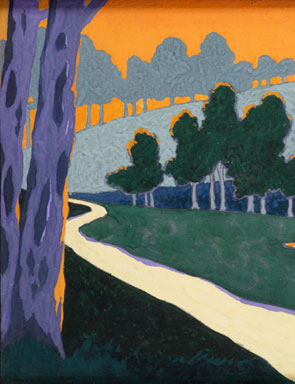
Paysage, um 1894
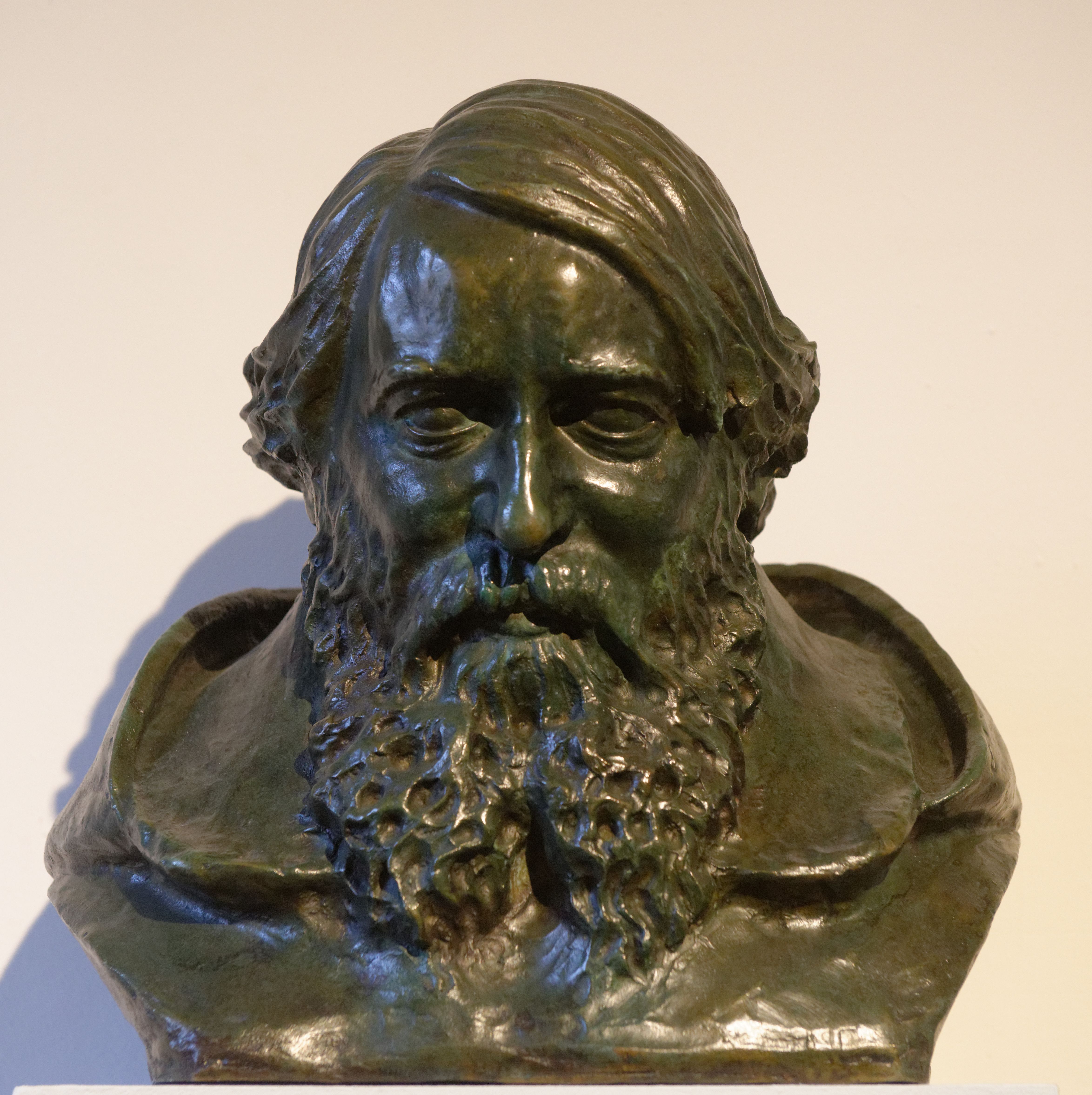
Buste de Paul Sérusier (um 1905–1906)
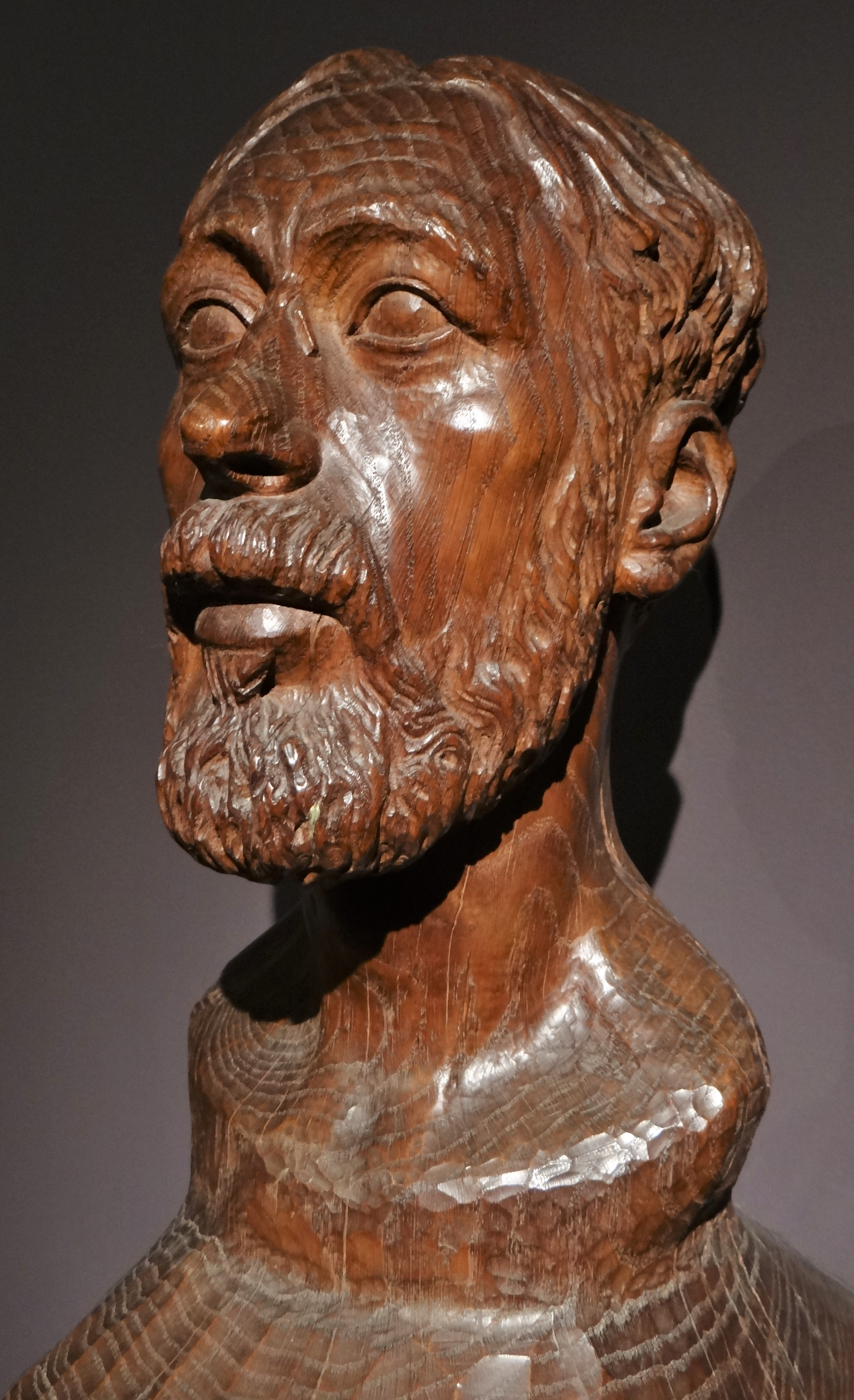
Le peintre Pierre Bonnard, 1911

## Werke (Auswahl)
- Les âges de la vie, Musée du Petit-Palais, Genf
- Forêt au sol rouge, 1891, Musée des Beaux-Arts de Quimper, Quimper
- Mer jaune, Camaret, um 1892, Musée des Beaux-Arts de Brest, Brest
- Le nabi à la barbe rutilante (Bildnis Paul Sérusier), um 1894, Musée départemental Maurice Denis „Le Prieuré“, Saint-Germain-en-Laye
- Marie Madeleine, 1897, Holzskulptur, Palais des Beaux-Arts de Lille, Lille